# مقتل جوليو ريجيني
جوليو ريجيني طالب وباحث شاب إيطالي قتل في مصر بين تاريخ اختفائه في 25 يناير 2016 (الذكرى الخامسة لثورة 25 يناير) والعثور على جثته مشوهة في صباح 3 فبراير في منطقة صحراوية في مدينة 6 أكتوبر في القاهرة الكبرى. قد قُتل بضربة عنيفة على قاعدة الرأس بعد إصابته بكسور أخرى. وكان ريجيني طالب الفلسفة لدرجة الدكتوراه في كلية جيرتون بجامعة كامبريدج وباحث في مواضيع إتحادات العمال المستقلة.

## نشأة جوليو
ولد جوليو في ترييستي في إيطاليا في 15 يناير 1988، ونشأ في فيوميتشيلو، بلدة في مقاطعة أوديني شمال شرق إيطاليا. ودرس في مدارس العالم المتحد في نيومكسيكو والمملكة المتحدة.

## العثور على الجثة
في 3 فبراير (شباط) 2016، عُثر على جثة جوليو ريجيني على مشارف القاهرة في مصرف بجانب طريق القاهرة-الإسكندرية السريع (المعروف بالطريق الصحراوي)، وكانت جثته مشوهة وقد ظهرت علي جسده آثار تعذيب شديد مروع: كدمات وسحجات في جميع أنحاء الجسم نتجت عن ضرب مبرح ووحشي، ورضات ممتدة نتجت من ركلات ولكمات واعتداءات باستخدام عصا، وقد اقتلعت أظافر يديه وأقدامه، كما وجد في جسده أكثر من عشرين كسراً في العظام بينهم سبعة كسور في أضلاع الصدر، وكانت كل أصابعه مكسورة وكذلك لوحي كتفيه، وظهر علي الجثة أيضاً طعنات متعددة في شتى أنحاء الجسد وحتي في أخمص القدمين، كما ظهر علي الجسم كله العديد من القطوع والجروح نتجت عن آلة حادة يشتبه في أن تكون موس حلاقة، كما كانت آذانه وأنفه مشوهين، وظهرت آثار حرق بالسجائر شملت الجسم كله، وعلامات صعق كهربائي على أعضاؤه التناسلية، وحدوث نزيف في الدماغ وكسر أو التواء في فقرات العنق تسبب أخيراً في الموت. تشتبه الأجهزة الأمنية في حكومة عبد الفتاح السيسي في تورطها بقوة في مقتل ريجيني بسبب أنشطته البحثية وميوله السياسية اليسارية، على الرغم من أن وسائل الإعلام المصرية والحكومة تنفي ذلك وتدعي أن عملاء سريين متخفيين منتمين لجماعة الإخوان المسلمين قد نفذوا تلك الجريمة لأجل إحراج الحكومة المصرية.

## السياق المحلي والدولي

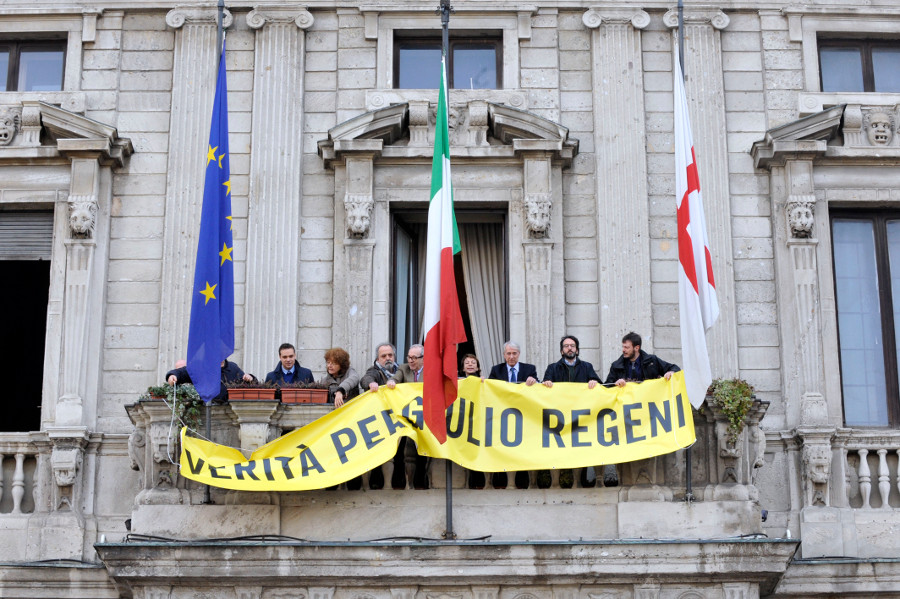
رؤساء وأعضاء المجالس البلدية يعرضون لافتة "الحقيقة من أجل جوليو ريجيني" على شرفة قصر مارينو (قاعة مدينة ميلانو) في 2 مارس 2016

أجرى مسؤولون ايطاليون ومصريون تحقيقات تشريحية منفصلة في أسباب وفاة ريجيني مع طبيب شرعي رسمي مصري وتقرر في يوم 1 مارس 2016 أنه تم استجواب وتعذيب ريجيني لمدة تصل إلى سبعة أيام وعلى فترات من 10-14 ساعة قبل أن يقتل في نهاية المطاف.

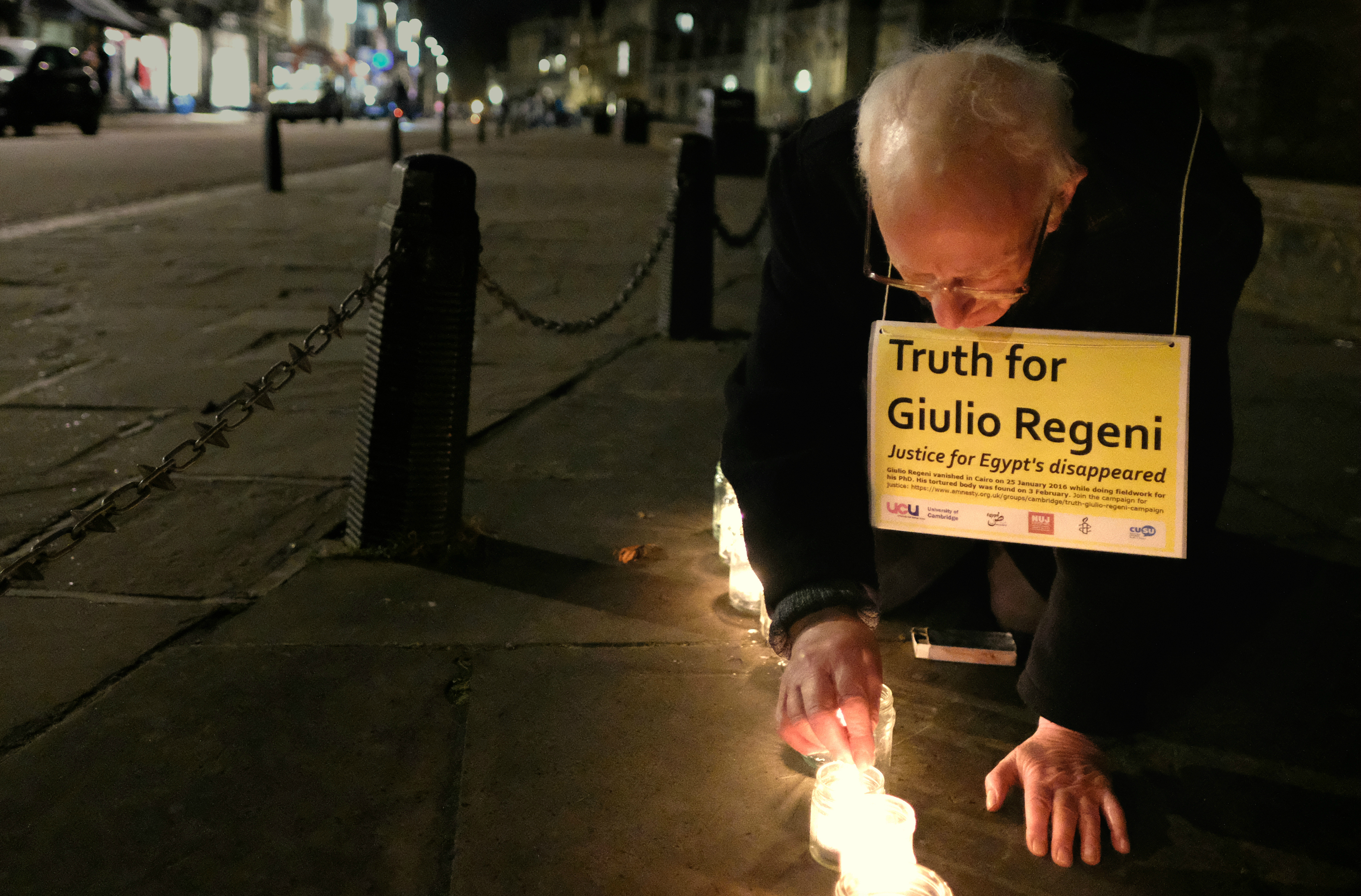
إضاءة الشموع لجوليو ريجيني تخليدًا لذكراه ولأجل الحقيقة والعدالة له.

أثار تعذيب ومقتل ريجيني غضبا دوليا. وقام 4500 من الأكاديميين بالتوقيع على عريضة تدعو إلى إجراء تحقيق في وفاته وفي العديد من حالات الاختفاء التي تجري كل شهر في مصر. وقالت باولا والدة ريجيني للبرلمان الإيطالي فيما بعد إن الجثة كانت مشوهة وإنها لم تتعرف على ابنها سوى من طرف أنفه. وقالت جماعات حقوقية مصرية إن التعذيب يوحي بأن أجهزة أمنية مصرية هي التي قتلت جوليو ريجيني. ونفت الأجهزة الأمنية والحكومة بشدة هذه الاتهامات.
وفي سبتمبر 2017، تعرض المحامي الحقوقي إبراهيم متولي الذي يمثل عائلة ريجيني، أثناء توجههة للقاء بفريق عمل الأمم المتحدة المعني بحالات الاختفاء القسري، تعرض بدوره للاختطاف، ولم يحول رسميا للتحقيق حتى تعرف إليه صدفة زميل محامي له في أحد مباني الإدعاء العام الحكومية.

## الخط الزمني لأحداث القضية

### 2016
- 31 يناير 2016: دعت وزارة الخارجية الإيطالية السلطات المصرية إلى البحث عن طالب إيطالي يدعى جوليو ريجيني «اختفى بشكل غامض» في القاهرة مساء يوم 25 يناير، واتصل وزير الخارجية الإيطالي باولو جنتيلوني بنظيره المصري سامح شكري «ليطلب منه التزام البحث عن الطالب الإيطالي وتقديم كل المعلومات الممكنة حول وضعه».[14][15][16]
- 3 فبراير 2016: قالت وزارة الخارجية الايطالية أنه من المرجح أنه توفي، وقد قدمت واجب العزاء تجاه أسرته. وأضافت الوزارة أنها مازالت في إنتظار تأكيد رسمي من السلطات المصرية بشان مصير جوليو ريجيني. في حين قال مصدر أمني مصري ان وزارة الداخلية المصرية «لن تقوم بالتعليق على القضية لحين إنتهاء التحقيقات».[17]
- 4 فبراير 2016: الإعلان عن العثور على جثة ريجيني مقتولا في حفرة على جانب طريق القاهرة - الإسكندرية الصحراوي غرب القاهرة في ساعة مبكرة من صباح اليوم السابق 3 فبراير، وجثمانه نصف عار وعليه آثار تعذيب شديدة. فيما طلب رئيس وزراء إيطاليا ماتيو رينزي في اتصال هاتفي مع الرئيس المصري عبد الفتاح السيسي إعادة جثمان ريجيني إلى عائلته.[18][19][20] كما زار السفير الإيطالي بالقاهرة ماتسيريو ماساري، مصلحة الطب الشرعي ليطلع على تقرير الطب الشرعي الأولي، والذي خلص إلى وجود كدمات متفرقة في جسد ريجيني، وقطع في الأذن، فضلاً عن آثار تعذيب ونزيف حاد وحروقٌ ناتجة عن سجائر وكسر في الجمجمة أحدث نزيفاً داخلياً، مما أدّى إلى وفاته.[21] كما أمر النائب العام المستشار نبيل أ صادق، بفتح تحقيقات موسعة، للكشف عن ملابسات مقتل ريجيني.[22]
- 5 فبراير 2016: وصول بعثة إيطالية إلى القاهرة للمشاركة في متابعة عمليات البحث الجنائى، وكشف خيوط الجريمة.
- 8 فبراير 2016: نفى وزير الداخلية المصرى مجدى عبد الغفار أن تكون الشرطة المصرية ضالعة في مقتل ريجيني.[23]
- 13 فبراير 2016: رفع التقرير النهائي لمصلحة الطب الشرعي المصرية عن تشريح جثة ريجيني إلى مكتب النائب العام المصري. حيث رفض مكتب النائب العام إعلان محتوى التقرير في ظل استمرار التحقيقات.[24]
- 15 فبراير 2016: الداخلية المصرية تنفي إلقاء القبض على الشاب الإيطالي ريجيني قبل وفاته.[25]
- 18 فبراير 2016: استهجنت وزارة التعليم العالي المصرية ما ينشر عبر مواقع التواصل الاجتماعى عن مقتل ريجيني، واصفة القيادة السياسية المصرية بأنها «تولي أهمية قصوى لحقوق الإنسان وكرامته حيث تتمتع مصر في ظلها بحريات شخصية وأكاديمية في كافة المجالات العلمية والبحثية».[26]
- 24 فبراير 2016: كشفت الداخلية المصرية عن «تشعب دوائر اتصالات ريجيني وتعدد علاقاته والتي تم تحديد بعضها»، وقد ألمحت في بيانها أنه قد تكون حالة «ثأر شخصي».[27]
- 25 فبراير 2016: عشرات المتظاهرين يتجمعون أمام سفارة مصر في روما على خلفية مقتل ريجيني.[28]
- 6 مارس 2016: نفى وزير الداخلية المصري مجدي عبد الغفار، تعرض الشاب الإيطالى جوليو ريجينى للاحتجاز من قبل الأجهزة الأمنية المصرية قبل وفاته.[29]
- 10 مارس 2016: أصدر البرلمان الأوروبي قرار يدين تعذيب وقتل جوليو ريجيني والانتهاكات المستمرة لحقوق الإنسان في مصر، وصدر القرار بأغلبية ساحقة.[30] كما دعا البرلمان الأوروبي دول الاتحاد لوقف المساعدات عن مصر.[31]
- 11 مارس 2016: أقر وزير القضاء المصري أحمد الزند أن الطب الشرعي المصري قدّم تقريرًا حقيقيًا لإيطاليا، مؤكدًا: «ما جاء في التقرير عن ريجيني هي الرواية التي يعلمها الجميع، ولا يمكن إخفاؤها»، وأضاف: «لا شئ يبرر الكذب والخطيئة على الإطلاق، وأننا بالوزارة مستعدون لتحمّل الثمن السياسي والأعلى من السياسي عن التقرير». وجاءت تصريحات الزند ضمن حوار تسبب في إعفائه من منصبه بعدها بيومان في 13 مارس، بقرار من رئيس الحكومة بعد اتهامه بالإساءة للنبي محمد.[32] وقد تم تقديم بلاغ ضده للنائب العام بخصوص تصريحاته في قضية ريجيني والتي «حملت إشارات إلى احتمال تورط جهة شرطية» بحسب مقدم البلاغ.[33]
- 14 مارس 2016: وصول النائب العام الإيطالي روبرتو جوزيبى بنياتوني ووفد تابع له إلى القاهرة لمتابعة التحقيقات في مقتل «جوليو ريجيني».[34] وقد التقوا بالنائب العام المصري نبيل صادق لساعات معدودة ثم سافروا عائدين إلى إيطاليا مساء اليوم ذاته[35]، كما أمرت النيابة المصرية في نفس اليوم بتفريغ الكاميرات في محيط مبنى القنصلية الإيطالية بمصر لتحديد هوية الشخص الذي تشاجر مع «جوليو ريجيني» - بناءا على شهادة شاهد عيان - وصديقه المشتبه به والذي ظهر اليوم السابق لاختفائه.[36]

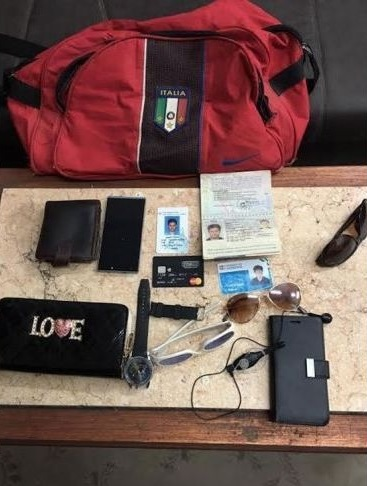
المتعلقات الخاصة بريجيني التي زعمت وزارة الداخلية المصرية ضبطها في شقة أحد المتهمين بقتل ريجيني والذين تم تصفيتهم بعدها.

24 مارس 2016: أعلنت الداخلية المصرية عثورها على متعلقات ريجيني بمنزل شقيقة أحد أعضاء التشكيل العصابى الذي تم استهدافه الليلة السابقة 24 مارس بالقاهرة الجديدة، والذي تخصص في سرقة بعض الأجانب بالإكراه بانتحال صفة ضباط شرطة حيث عٌثر على كارنية منسوب صدوره لوزارة الداخلية «مزور» مثبت عليه صورة أحدهم. وبعدها بحوالي 10 ساعات، أصدرت الوزارة بيان آخر يكرر ما ورد في البيان الأول، بالإضافة إلى إعلان تصفية 4 من المتهمين ونشر أسمائهم وكيفية القضاء عليهم وتصفيتهم.
- 25 مارس 2016: إيطاليا ترفض بيان وزارة الداخلية المصرية بشأن قتلة ريجيني.[41]
- 26 مارس 2016: أمرت النيابة المصرية بحبس زوجة وشقيقة المتهم بقتل الشاب الإيطالي ريجيني 4 أيام على ذمة التحقيق، وذكرت النيابة تأكيدهم أن الحقيبة المعثور عليها بمحل إقامتهم وبها متعلقات ريجيني، أحضرها المتهم قبل يوم من تصفيته.[42]
- 27 مارس 2016: الداخلية المصرية تنفي إدلاء مساعد الوزير للأمن العام بتصريحات حول قضية ريجيني.[43]
- 4 إبريل 2016: أوردت صحيفة «كوريري ديلا سيرا» قائمة ب533 مصريا اخذتهم أجهزة الدولة المصرية في الشهور الثمانية السابقة، وإختفى منهم 396 حتى تلك اللحظة.[44][45]لافتة "الحقيقة من أجل جوليو ريجيني"، بتاريخ 4 أبريل 2016 على واجهة قصر المدينة، بتورينو، إيطاليا.

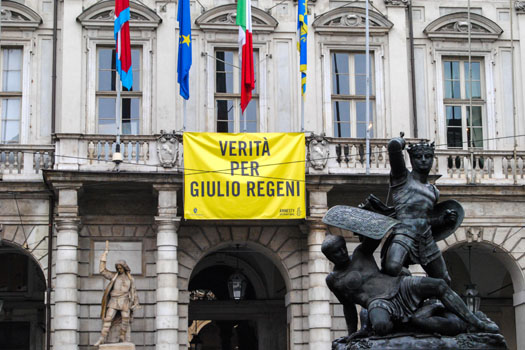
لافتة "الحقيقة من أجل جوليو ريجيني"، بتاريخ 4 أبريل 2016 على واجهة قصر المدينة، بتورينو، إيطاليا.

- 5 إبريل 2016: هدد وزير الخارجية الإيطالي باولو جنتيلوني مصر بالتصعيد في قضية «ريجيني» حال عدم تعاونها بشكل كامل في التحقيقات المتعلقة بمقتله،[46] وقد امتنعت الخارجية المصرية عن التعقيب على تصريحات الوزير الإيطالي بشأن مقتل ريجيني مؤكدة أنها تزيد الأمر تعقيدًا.[47] وأضاف وزير الخارجية المصري قائلا: «غدا، سيطلع الجانب الإيطالي علي مسار التحقيقات وستتكشف الحقيقة كاملة أمامهم والميه تكدب الغطاس -علي حد قوله-»، في إشارة إلى زيارة وفد المحققين المصريين إلى روما اليوم التالي.[48]
- 6 إبريل 2016: وصول وفد المحققين المصريين إلى روما، وقد أشارت عدد من الصحف الإيطالية نفس اليوم إلى وصول رسائل إلكترونية مجهولة المصدر للمحققين الإيطاليين منذ يومين تتهم ضابط مصرى يدعى «خالد شلبي» بقتل ريجيني. في حين قال مساعد وزير الداخلية المصرية الأسبق جمال أبو ذكرى أن «مقتل ريجينى مؤامرة عالمية لإسقاط مصر». وقد عاد وفد المحققين المصريين في صباح 9 إبريل إلى مطار القاهرة بعد 3 أيام من وصوله إلى روما.[49]
- 8 إبريل 2016: كشفت مصادر قضائية إيطالية أن الملف المصري بشأن قضية مقتل ريجيني «ما زال غير مكتمل».[50] وفي نفس اليوم استدعت إيطاليا السفير الإيطالي بالقاهرة في تصعيد لأزمة مقتل «ريجيني».[51][52] والذي غادر بالفعل بعد قرار الاستدعاء بيومان في صباح 10 أبريل متجها إلى روما.[53]
- 9 إبريل 2016: مصر ترفض تسليم إيطاليا سجلات اتصالات هاتفية في قضية ريجيني،[54] فيما أعلنت النيابة العامة المصرية أنها نفذت جميع باقي طلباتها باستثناء سجلات الاتصالات تلك.[55] كما أبلغ وزير الخارجية المصري سامح شكري نظيره الإيطالي باولو جنتيلوني انزعاجه إزاء موقف الحكومة الإيطالية من التحقيق الجاري في مقتل ريجيني.[56]
- 13 إبريل 2016: طالبت بريطانيا السلطات المصرية بإجراء «تحقيق شامل وشفاف» في حادث مقتل ريجيني. وكانت حملة توقيعات على عريضة التماس تُطالب الحكومة البريطانية بالتحرك في هذا الإطار قد جمعت أكثر من 10 الآف توقيع، وهذا يعني ضرورة أن ترد الحكومة على العريضة.[57] وفي نفس اليوم انتقد الرئيس المصري عبد الفتاح السيسي تناول الإعلاميين ومستخدمي مواقع التواصل الاجتماعي لقضية مقتل ريجيني قائلًا: «نحن من صنعنا الأزمة في هذه القضية».[58]
- 21 إبريل 2016: قالت وكالة أنباء رويترز نقلا عن مصادر بالشرطة والمخابرات المصرية، أن الشرطة المصرية احتجزت ريجيني قبل مقتله ثم نقلته إلى مجمع يديره جهاز الأمن الوطني المصري في اليوم الذي اختفى فيه.[59]
- 26 إبريل 2016: حبس أحمد عبدالله محامي أسرة ريجيني ورئيس مجلس إدارة المفوضية المصرية للحقوق والحريات بعد أسبوعين من استعانة أسرة ريجيني بالمفوضية، لإتهامه بالتظاهر دون تصريح.[60][61] وقد أطلق سراحه في 10 سبتمبر 2016 بعد ما يقرب من 140 يوماً من إحتجازه على ذمة القضية.[62] وكان دفاع أحمد عبد الله قد تقدم بطلب للنيابة للتحقيق في الإعتداء عليه في الحجز بتاريخ 18 أغسطس.[63]
- 4 مايو 2016: مصر ترسل لروما سجلات هواتف 13 مواطنًا في تحقيقات قضية ريجيني، والذي اعتبرتها مصادر دبلوماسية إيطالية جزءً صغيرا بالمقارنة بما طلبته السلطات الإيطالية.[64] فيما شجب وزير الخارجية الإيطالي باولو جينتيلوني، تعاون السلطات المصرية في التحقيق بمقتل ريجيني، واصفا إياها بالغير مرضٍ،[65] مضيفا أن البحث عن الحقيقة في تلك القضية يعدّ أولوية «لن يعف عليها الزمن أبدا».[66] في حين علق وزير الخارجية المصري بأن «نبرة وزير خارجية إيطاليا لا تعكس إدراك المصالح المشتركة»[67][68]
- 7 مايو 2016: وصول وفد إيطالي من 8 محققين إلى القاهرة لمتابعة قضية ريجيني.[69] وقد غادر الوفد في 10 مايو بعد 3 أيام من وصوله القاهرة.[70]
- 11 مايو 2016: قالت النيابة الإيطالية أن مصر لبت معظم طلباتها في قضية ريجيني، وأوضحت أن اجتماعاتهم الأخيرة مع نظرائهم المصريين التي عقدت في القاهرة، كانت مفيدة وودية.[71]
- 25 مايو 2016: منظمة العفو الدولية تتهم دولا من الاتحاد الأوروبي بتشجيع الانتهاكات في مصر من خلال تصدير الأسلحة لها، معربة أن هذه اسلحة تستخدم في ما اسمته «الاختفاء القسري والتعذيب والاعتقالات التعسفية» بحق المعارضين المصريين. في حين وصفت مصر تقرير المنظمة بأنه مبالغ فيه. وقالت إن الأسلحة التي استوردتها من الاتحاد الأوروبي «ساهمت في تعزيز استقرارها ومقاومة التهديدات الإرهابية».[72]
- 18 يونيو 2016: الحكومة الإيطالية تتهم جامعة كامبريدج بتعطيل تحقيق ريجيني وإخفاء معلومات، وذلك بعدما اتهم مسؤولين ومحققين إيطاليين، المشرفين عليه في الجامعة، بعدم ضمانهم له بأن عمله البحثي في مصر لن يعرضه للخطر.[73]
- 29 يونيو 2016: البرلمان الإيطالي يوقف تزويد مصر بقطع غيار حربية احتجاجًا على مقتل«ريجيني».[74]
- 13 يوليو 2016: أعلنت منظمة العفو الدولية أن تقريرها خلص إلى أن «التطابق بين إصابات ريجيني، وإصابات المصريين الذي ماتوا داخل أماكن الاحتجاز، توحي بأن موته ليس إلا بداية خيط، وأنه قد يكون جزءاً من نمط موسع للاختفاء القسري يستخدمه قطاع الأمن الوطني، وغيره من أجهزة الاستخبارات في شتى أنحاء مصر».[75]
- 4 أغسطس 2016: في تقرير لرويترز، كشفت الألمانية جورجيتا أوكتور زميلة ريجيني أنه اتصل بها عبر سكايب من شقته في القاهرة وكان صوته قلقا. وأضافت “قال إنه يشعر بأنه بحاجة لتوخي الحرص في الأماكن التي يذهب إليها في المدينة وفيمن يقابل". كما قالت ثلاثة مصادر أمنية مصرية إن ريجيني أثار الشبهات لدى أجهزة الأمن المصرية لأنه التقى بنشطاء نقابيين وكان يجري أبحاثا في موضوعات حساسة سياسيا.[12]
- 8 سبتمبر 2016: وصول النائب العام المصري إلى روما ليلتقي خلالها بالمدعى العام الإيطالي لعرض مستجدات قضية مقتل ريجيني.[76]
- 10 سبتمبر 2016: أول اعتراف مصري رسمي بأن ريجيني كان تحت مراقبة أجهزة الأمن المصرية. حيث قال النائب العام المصري في بيان مشترك مع نظيره الإيطالي أن الشرطة حققت في أنشطة ريجيني قبيل اختطافه وتعذيبه وقتله.[77]
- 1 نوفمبر 2016: وصول النائب العام المساعد الايطالى إلى القاهرة ومغادرته بنفس اليوم بعد بحث تطورات قضية ريجينى.[78][79]
- 6 ديسمبر 2016: وصول النائب العام المصري على رأس وفد قضائي إلى روما؛ لبحث آخر المستجدات المتعلقة بمقتل «ريجيني».[80]

### 2017
- 22 يناير 2017: السماح لخبراء من إيطاليا يفحصون تسجيلات المترو بواقعة اختفاء ومقتل «ريجيني».[81][82][83]
- 23 يناير 2017: عرض التلفزيون المصري فيديو مصور لريجيني وهو يتفق مع ممثل نقابة الباعة الجائلين على جمع معلومات له عن الباعة الجائلين والنقابة قبل شهر مارس، وطلب ممثل النقابة أموالا من ريجيني مقابل المعلومات، وهو ما رفضه الباحث الإيطالي قائلا أنه ليس باستطاعته ذلك.[84][85]
- 25 يناير 2017: المدعي العام الإيطالي يقول ريجيني قتل بسبب أبحاثه في القاهرة حول نقابات العمال المستقلة في مصر.[86]وقفة بالشموع في مدينة كامبريدج الإنجليزية بتاريخ 25 يناير 2017، لاحياء الذكرى السنوية الأولى لاكتشاف جثة جوليو ريجيني المشوهة بشكل مروّع.

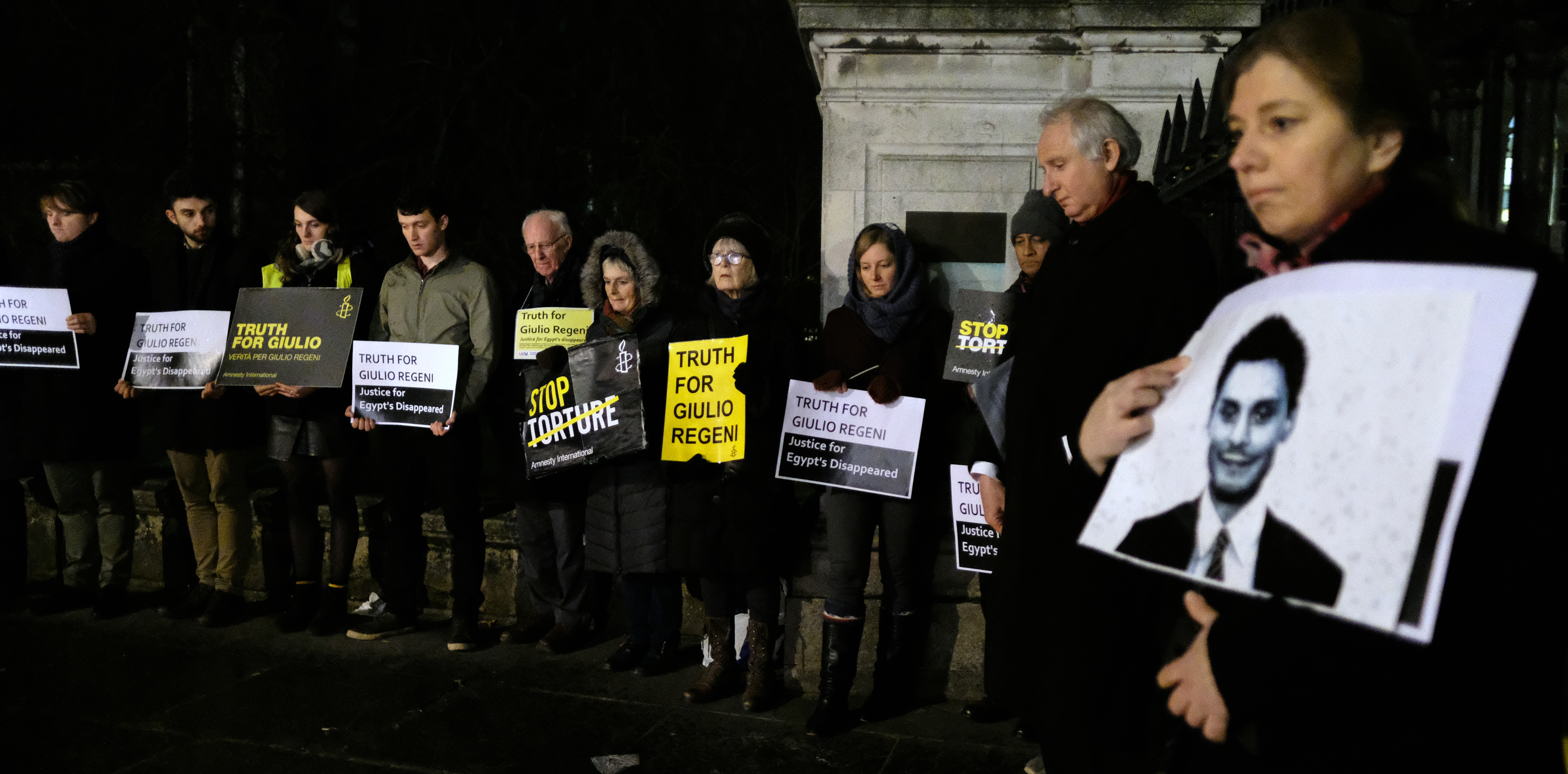
وقفة بالشموع في مدينة كامبريدج الإنجليزية بتاريخ 25 يناير 2017، لاحياء الذكرى السنوية الأولى لاكتشاف جثة جوليو ريجيني المشوهة بشكل مروّع.

- 11 يوليو 2017: الرئيس المصري عبد الفتاح السيسي يتعهد مجددا بتقديم قتلة ريجيني إلى العدالة وذلك خلال اجتماعه بوفد من البرلمان الإيطالي في القاهرة.[87]
- 13 سبتمبر 2017: عودة السفير الإيطالي إلى مصر بعد أكثر من 20 شهرا على استدعائه بسبب مقتل ريجيني.[88][89]
- 23 أكتوبر 2017: وصول المدعى العام الإيطالي إلى القاهرة في زيارة استغرقت يومان بحث خلالهما قضية «ريجيني».[90]
- 17 ديسمبر 2017: الرئيس المصري عبد الفتاح السيسي يستقبل وزير داخلية إيطاليا في قصر الإتحادية فيما وصفته جريدة الأهرام «تجاوزا لأزمة ريجيني».[91]
- 21 ديسمبر 2017: وصول المدعى العام الإيطالي إلى القاهرة في زيارة استغرقت يوم واحد ليلتقي نظيره المصري لبحث نتائج التحقيقات في مقتل ريجينى.[92][93]

### 2018
- 11 يناير 2018: حقق قضاة إيطاليون مع مها عبد الرحمن في كامبريدج وصادروا الكمبيوتر الخاص بها وهاتفا خلويا في إطار تحقيقاتهم بشأن ملابسات مقتل ريجيني. بينما رفضت جامعة كامبريدج البريطانية أي إشارة إلى أنها قد تكون ضالعة في مقتل ريجيني.[94]
- 24 يناير 2018: نفى النائب العام المصري «نبيل أحمد صادق» ما نشر بأن السلطات المصرية كانت قد ألقت القبض على ريجينى قبل وفاته.[95][96]
- 28 يونيو 2018: قالت النيابة العامة المصرية في بيان مشترك مع النيابة الإيطالية إن فحص تسجيلات كاميرات محطات مترو الأنفاق بالقاهرة في إطار التحقيق في اختطاف وتعذيب وقتل ريجيني أظهر عدة فجوات في المحتوى المسترجع.[97]
- 29 نوفمبر 2018: علق البرلمان الإيطالي العلاقات مع نظيره المصري بسبب قضية ريجيني،[98] فيما أعلن البرلمان المصري في اليوم التالي أسفه لما وصفه ب«استباق للأحداث وقفز على نتائج التحقيقات» من قبل البرلمان الإيطالي في مقتل ريجيني.[99]
- 30 نوفمبر 2018: استدعى وزير خارجية إيطاليا السفير المصري وحثه على احترام تعهد مصر بالتحرك سريعا لمحاكمة المسؤولين عن مقتل الباحث جوليو ريجيني.[100]
- 4 ديسمبر 2018: كشفت «رويترز» نقلا عن مصدر قضائي، عن وضع مدعين إيطاليين 5 من رجال الأمن المصري رهن التحقيق الرسمي لمزاعم بتورطهم في اختفاء ريجيني.[101]

### 2019
- 27 إبريل 2019: الرئيس المصري عبد الفتاح السيسي يناقش تطورات قضية ريجيني مع رئيس وزراء إيطاليا جوزيبي كونتي في الصين.[102]
- 5 مايو 2019: نشر تقرير صحفي لجريدة «لا ريبوبليكا» الإيطالية استند إلى شهادة جديدة من ضابط أفريقي استمع إلى حديث الذي دار باللغة العربية وفهمه جيداً بعدما اعتقد الضابط المصري وزملاؤه بأن الضابط الأفريقي لا يجيد العربية، والحديث لرائد يدعى شريف مجدي عبد العال (35 عاما) وهو يتحدث عن تفاصيل توقيف ريجيني قبل مقتله. ويفيد التقرير بأن لأجهزة الأمنية المصرية قد ظنت أن ريجيني جاسوس بريطاني وأوسعته ضربا، وذلك قبل أن يعثر عليه مقتولا.[103][104][105]
- 14 مايو 2019: والدا ريجيني يطالبان مصر بتسليم 5 ضباط شرطة مصريين إلى إيطاليا لمحاكمتهم. كان قد أورد مسؤولون إيطاليون أسماء 5 من ضباط الشرطة المصرية كمشتبه بهم في القضية في نوفمبر 2018، لكن النيابة العامة في مصر رفضت هذا الطلب خلال اجتماعات مع ممثلين عن التحقيقات من الجانب الإيطالي.[106]

- 18 ديسمبر 2019: الادعاء الإيطالي يتهم أجهزة الأمن المصرية باختلاق قصصاً لحرف التحقيق.[107] وقال مدعيان إيطاليان إن ريجيني وقع في «شباك عنكبوتية» نسجتها أجهزة الأمن المصرية في الأسابيع التي سبقت وفاته.[108][109]
- 19 ديسمبر 2019: كشف تقرير لجريدة «التايمز» الأمريكية عن تعرض ريجيني للخيانة من أقرب الناس إليه، منهم نورا وهبي زميلة ريجيني في الجامعة والتي كانت واحدة من بين 3 من أصدقائه الذين أبلغوا السلطات المصرية عن تحركاته، وفقا لخطاب للقاضي الإيطالي سيرجيو كولايوتشو أمام البرلمان الإيطالي.

### 2020
- 15 يناير 2020: النائب العام المصري حمادة الصاوي يأمر بتشكيل فريق تحقيق جديد في واقعة مقتل «ريجيني»، بعد لقائه بعددٍ من المحققين الإيطاليين.[110][111]
- 12 يونيو 2020: روما تعطي الضوء الأخضر لبيع مصر فرقاطتين برغم قضية ريجيني، كما ذكرت مصادر حكومية 12 يونيو 2020: إيطالية أنّ «بيع الفرقاطتين عملية تجارية لا علاقة لها البتة بالبحث عن الحقيقة في شأن وفاة جوليو ريجيني». فيما أعربت أسرة ريجيني إلى «شعورها بالخيانة» من قبل الحكومة الإيطالية.[112]
- 16 يونيو 2020: عائلة جوليو ريجيني تصرح بأنها «تعرضت للخيانة» من قبل رئيس الوزراء الإيطالي جوزيبي كونتي بسبب موافقته على بيع أسلحة لمصر في صفقة بقيمة 1.2 مليار دولار.[113]

- 18 يونيو 2020: جددت إيطاليا مطالبتها مصر بإجابات وتوضيحات سريعة حول مقتل ريجيني، وقال وزير الخارجية الإيطالي لويجي دي مايو إنه بعث برسالة إلى نظيره المصري سامح شكري، طالبه فيها بضرورة تقديم «إجابات سريعة وفعّالة» بخصوص مقتل ريجيني.[114]
- 1 يوليو 2020: النائب العام المصري يبحث ملف تحقيقات مقتل جوليو ريجيني مع نظيره الإيطالي في لقائهم عبر تقنية الاجتماع المرئي عن بُعد.[115]
- 2 يوليو 2020: اعتبر والدا ريجيني، أن سحب السفير الإيطالي من القاهرة يبقى السبيل الوحيد للمضي قدما لتحقيق العدالة وللحفاظ على كرامة إيطاليا وحكامها.[116]
- 25 أغسطس 2020: الحكم على الحقوقي بهي الدين حسن بالسجن 15 عاماً، بتهمة «بث ونشر أخبار كاذبة والتحريض على العنف وإهانة السلطة القضائية».[117] الحكم استدعى شجب من قبل منظمات دولية، على رأسها منظمة العفو الدولية وهيومان رايتس ووتش. حيث وصفوا الحكم بأنه جاء نتيجة لمشاركته في مجلس حقوق الإنسان التابع للأمم المتحدة؛ حيث دعا إلى تحقيق العدالة لجوليو ريجيني.[118][119]
- 25 سبتمبر 2020: قال رئيس مجلس النواب الإيطالي روبيرتو فيكو، إنه يتذكر على الدوام الشاب جوليو ريجيني قائلا: «هو في ذاكرتي دائما»، وشدد على أنه «يجب إجراء المحاكمة مهما حدث»، ووعد بخطوات أخرى قريبا.[120]
- 30 نوفمبر 2020: اجتماع آخر غير مثمر بين مدعين إيطاليين ومصريين حيث لم يتم التوصل إلى اتفاق. تشكك السلطات المصرية في مصداقية الأدلة التي جمعها نظراؤهم الإيطاليون، وتزعم أن مرتكب قتل الطالب الإيطالي ما يزال مجهولا.[121]
- 1 ديسمبر 2020: قالت السلطات المصرية إنها سوف «تغلق مؤقتا» ملف التحقيق في قضية مقتل الباحث الإيطالي جوليو ريجيني في عام 2016، في ظل بقاء مرتكب واقعة القتل «مجهولا».[122]
- 11 ديسمبر 2020: أعلن المدعون الإيطاليون أنهم جمعوا أدلة كافية لتوجيه الاتهام إلى أربعة ضباط أمن مصريين، منهم ضباط كبار في «قطاع الأمن الوطني»، وهمː اللواء طارق صابر، والعقيد آسر كامل محمد إبراهيم، والنقيب حسام حلمي، والرائد مجدي إبراهيم عبد العال شريف، وقد أمهلتهم 20 يوما لتقديم بينات الدفاع وطلب جلسة استماع.[121]
- 31 ديسمبر 2020: إيطاليا تدين قرار مصر عدم توجيه اتهام لأربعة ضباط أمن بقتل ريجيني.[123]

### 2021
- 25 يناير 2021: طلب الرئيس الإيطالي، سيرجيو ماتاريلا، الإثنين، من السلطات المصرية «ردا كاملا» و«تعاونا» بشأن مقتل الطالب جوليو ريجيني.[124]
- 28 يناير 2021: نشرت جريدة الغارديان البريطانية إفادة عن شخص زعم أنه رأى وسمع ريجيني في مركز للشرطة بمنطقة الدقي قبل العثور عليه مقتولا على جانب الطريق.[125]
- 31 مارس 2021: قال وزير خارجية إيطاليا لويجي دي مايو: «لن نتراجع عن طلب الحقيقة في القتل البربري لريجيني».[126]
- 29 إبريل 2021: القضاء الإيطالي يدعو لإحالة 4 من كبار عناصر الشرطة المصرية للمحاكمة في قضية مقتل الطالب ريجيني.[127]
- 25 مايو 2021: إيطاليا تحدد موعد بدء محاكمة أربعة ضباط مصريين ليكون في 14 أكتوبر 2021، كما قال القاضي بييرلويجي باليستريري أنه وجد «أدلة كافية» لتوجيه تهم للأربعة.[128][129]
- 16 يونيو 2021: النيابة المصرية تسلم إيطاليا تقرير يتعلق بمقتل جوليو ريجيني، واختتمت النيابة العامة المصرية تقريرها بعدم وجود سبب لرفع دعوى جنائية لعدم وجود معلومات عن الجاني، وكلفت الجهات البحثية بتكثيف تحقيقاتها.[130]
- 28 سبتمبر 2021: وفد برلماني إيطالي يتوجه إلى جامعة كامبريدج لعقد جلسات استماع مع بعض ممثلي الجامعة، كجزء من أنشطة التحقيق التي تقوم بها اللجنة، والتي تهدف إلى التحقيق في وفاة ريجيني.[131]
- 14 أكتوبر 2021: محكمة إيطالية تقرر تعليق محاكمة الضباط المصريين المتهمون بتعذيب وقتل ريجيني إلى أجل غير محدد، خشية احتمالية عدم معرفة الضباط بأنهم متهمون بسبب رفض مصر الإفراج عن عناوينهم حتى يتمكن المدعون من إبلاغهم بأنهم يحاكمون، مما يبطل الإجراءات. فيما وصفت أسرة ريجيني ومحاموه القرار بـ«الإنتكاسة».[132][133][134]
- 1 ديسمبر 2021: لجنة برلمانية إيطالية تحمّل الأمن المصري مسؤولية قتل جوليو ريجيني بالقاهرة.[133]

### 2022
- أكتوبر 2022 ː أكد وزير الخارجية الإيطالي أنطونيو تاياني بعد لقاءه بالرئيس السيسي بأنه قد طلب وتلقى تطمينات للتعاون القوي في قضية ريجيني.[135]

### 2023
- 14 فبراير 2023 ː محكمة إيطالية تستدعي رئيسة الوزراء الإيطالية، جيورجيا ميلوني ، ووزير الخارجية أنطونيو تاجاني ، كشهود في قضية ريجيني، وتأتي هذه الخطوة بعد أن قدم كلاهما تأكيدات بأن الرئيس المصري عبد الفتاح السيسي، أبدى استعدادًا جديدًا للتعاون مع السلطات الإيطالية في القضية.[134]